# جاي جونسون (لاعب كرة قاعدة)
جاي جونسون هو لاعب كرة قاعدة كندي، ولد في 21 ديسمبر 1989 في Sussex Corner, New Brunswick ‏ في كندا.

## وصلات خارجية
- جاي جونسون على موقع دوري كرة القاعدة الرئيسي (الإنجليزية)
- جاي جونسون على موقع دوري أستراليا لكرة القاعدة (الإنجليزية)
- جاي جونسون على موقعبيزبول رفرنس.كوم (الدوري الثانوي) (الإنجليزية)